# Vojkoviće
Vojkoviće település Szerbiában, a Raskai körzet Novi Pazar községében.

## Népesség
- 1948-ban 157 lakosa volt.
- 1953-ban 173 lakosa volt.
- 1961-ben 189 lakosa volt.
- 1971-ben 155 lakosa volt.
- 1981-ben 121 lakosa volt.
- 1991-ben 54 lakosa volt.
- 2002-ben 36 lakosa volt, akik mindannyian szerbek.